# Waltershausen
Waltershausen è una città tedesca di 12 664 abitanti, appartenente al Land della Turingia.

## Storia
Nel 2013 venne aggregato alla città di Waltershausen il soppresso comune di Emsetal.

## Geografia antropica

### Suddivisioni amministrative
Il territorio cittadino è suddiviso in 8 parti (ted.: Stadtteil - parte della città): la città principale di "Waltershausen", "Schnepfenthal", "Wahlwinkel", "Langenhain", "Schwarzhausen", "Schmerbach", "Fischbach" e "Winterstein". Le ultime quattro sono entrate a fare parte della città il 1. gennaio 2015 e hanno alzato il numero d'abitanti di 3 000 persone.